# 港鐵殘疾人士車費推廣計劃
殘疾人士車費推廣計劃（Fare Promotion for Persons with Disabilities），是港鐵、輕鐵及港鐵巴士（新界西北）提供予所有12-59歲，於社會福利署提供的「殘疾程度達100%的綜合社會保障援助計劃」或「傷殘津貼」受助人的合資格殘疾人士之半價乘車優惠。合資格殘疾人士須使用「殘疾人士身分」個人八達通卡，方可享用此優惠。
港鐵的殘疾人士優惠有別於香港其他機構同類優惠，後者只需持有殘疾人士登記證即可享用。為避免港鐵只提供優惠予特定殘疾人士之舉觸犯《殘疾歧視條例》，香港政府特意修訂有關法例作配合。

## 歷史
- 2006年至2009年4月：有殘疾人士團體要求地鐵及九廣鐵路(已於2007年12月2日起合併為港鐵)提供半費乘車優惠。
- 2009年5月21日：港鐵宣佈推出「殘疾人士車費推廣計劃」，合資格殘疾人士申請「殘疾人士身分」個人八達通卡，便可於港鐵、輕鐵及港鐵巴士(新界西北)享有特惠車費。
- 2009年11月5日：「殘疾程度達100%的綜合社會保障援助計劃」或「傷殘津貼」受助人的合資格殘疾人士，將會由社會福利署寄出的有關已核實其資格的申請表。申請人只需於同年11月20日或之前寄回或遞交已填妥的表格，便可由同年12月22日起，使用「殘疾人士身分」個人八達通卡，於港鐵（包括東鐵綫頭等、以及往來羅湖站及落馬洲站）、輕鐵及港鐵巴士(新界西北)享有特惠車費；而乘搭機場快綫及港鐵接駁巴士則會以成人車費計算（該卡使用於港鐵時，功能與長者八達通卡相若）；而同年11月20日之後寄回或遞交已填妥的表格，則需約一個月才可領取「殘疾人士身分」個人八達通卡，或啟動「殘疾人士身分」，詳情港鐵寄出的有關取卡通知書，或啟動「殘疾人士身分」通知書所列明的領取／啟動日期。
- 2012年6月28日：為配合政府推行「長者及合資格殘疾人士公共交通票價優惠計劃」，由當日起，使用「殘疾人士身分」個人八達通卡，於港鐵（不適用於機場快綫、東鐵綫頭等、以及往來羅湖站及落馬洲站）、輕鐵及港鐵巴士(新界西北)可享有每程HK$2的優惠車費，若車費低於HK$2，則維持支付有關特惠車費；而港鐵接駁巴士則跟隨四間巴士公司於同年8月5日實施。
- 2024年8月25日：為配合政府強制推行60歲或以上香港長者使用樂悠咭享有2元乘車優惠，當日起凡殘疾人士年滿60歲，其個人八達通卡的「殘疾人士身分」即屬無效，其餘殘疾人士的「殘疾人士身分」有效期限不會遲於60歲，意味此計劃的適用年齡將改為12-59歲，而60-64歲殘疾人士轉用樂悠咭後如需繼續享用羅湖站、落馬洲站、馬場站及東鐵綫頭等車箱車程的特惠車費乘車優惠，必須於個人八達通卡「殘疾人士身分」有效期完結前四星期申請由港鐵提供的「港鐵殘疾人士60-64歲乘車優惠計劃」，並需使用已註有「殘疾人士身分」樂悠咭方可繼續享用羅湖站、落馬洲站、馬場站及東鐵綫頭等車箱車程的特惠車費乘車優惠，60-64歲殘疾人士如使用未註有「殘疾人士身分」樂悠咭乘搭羅湖站、落馬洲站、馬場站及東鐵綫頭等車箱車程，將收取成人車費。

## 優惠資料
持有「殘疾人士身分」個人八達通卡的合資格殘疾人士，可於港鐵、輕鐵、港鐵巴士（新界西北）及港鐵接駁巴士憑該八達通卡繳付特惠車費，詳情如下：
- 港鐵、輕鐵及港鐵巴士（新界西北）：所有車程皆以小童／長者特惠車費計算（由2012年6月28日起，除往返羅湖站或落馬洲站車程外，其他所有車程均只需HK$2，若車費低於HK$2，則只需支付特惠正價車費）。至於乘搭東鐵綫頭等時，除支付相關特惠車費外，另收取相等於該程東鐵綫車程特惠正價車費作為頭等額外費。
- 港鐵接駁巴士：由2012年8月5日起，每程劃一收費為HK$2；但乘坐港鐵接駁巴士之前如乘搭港鐵，有關車費可獲免除，如乘坐港鐵接駁巴士之後乘坐港鐵且港鐵車費高於巴士車費，港鐵路綫將不收取費用，但同時不退回部分巴士車資。

乘搭機場快綫則會以成人車費計算（與使用長者八達通卡者無異）。

## 原站出入閘的收費
- 羅湖站或落馬洲站：入閘後150分鐘內出閘，該站之最低額車費(HK$13.3)/成人及學生(HK$26.5)/小童(HK$13.3)，如取得「頭等確認」，最低額車費為(HK$26.6)/成人及學生(HK$53.0)/小童(HK$26.6)，頭等額外費則相等於東鐵綫車程的最低額車費，除殘疾人士、長者或羅湖/落馬洲特惠乘車計劃使用者外。
- 其他港鐵站：入閘後20分鐘內出閘之最低額車費(HK$1.5)/成人(HK$3.5)/小童及學生(HK$1.5)，超過20分鐘但少於150分鐘出閘(HK$1.5)/成人(HK$10)/小童及學生(HK$5)。
- 長者車費與註有「殘疾人士身分」的八達通或註有「殘疾人士身分」的樂悠咭使用者相同。

有關收費只於個人八達通或樂悠咭上註有「殘疾人士身分」才生效。

## 申請方法

### 申請資格

#### 「殘疾人士身分」期限
按港鐵寄出的有關取卡通知書，或啟動／延續「殘疾人士身分」通知書所列明的期限。

#### 申請表格
由社會福利署寄出的有關已核實其資格的申請表，或於各港鐵客務中心、以及港鐵各學生乘車優惠計劃辦事處 (金鐘站、大圍站及兆康站)索取。
填妥後連同申請款項 (適用於新申請)，交到各港鐵客務中心，或港鐵各學生乘車優惠計劃辦事處 (金鐘站、大圍站及兆康站)。

#### 申請「殘疾人士身分」個人八達通卡
此優惠計劃使用者須持有個人八達通卡，而且卡背須印有持卡人的相片及中英文姓名。如未有個人八達通卡、其個人八達通卡已加註「學生身分」，或其個人八達通卡卡背未印有持卡人的相片，須申請新「殘疾人士身分」個人八達通卡。
申請「殘疾人士身分」個人八達通卡費用為HK$90。當中包括HK$50按金、HK$20八達通公司的手續費、以及HK$20港鐵公司的行政費。
憑社會福利署寄出的有關已核實其資格的申請表，申請「殘疾人士身分」個人八達通卡(即從未申請「殘疾人士身分」個人八達通卡者)，可豁免HK$20八達通公司的手續費、以及HK$20港鐵公司的行政費，而啟動／延續個人八達通卡的「殘疾人士身分」，則可豁免HK$20港鐵公司的行政費。
填寫申請表時須附上個人證件相片，然後交到各港鐵客務中心，遞交申請表時，將即時獲發收據，並於指定日期到指定港鐵站或指定學生乘車優惠計劃辦事處領取八達通卡。
而遞交的申請表是由港鐵客務中心發出，須經社會福利署核實「殘疾人士身分」的程序。

#### 啟動或延續「殘疾人士身分」

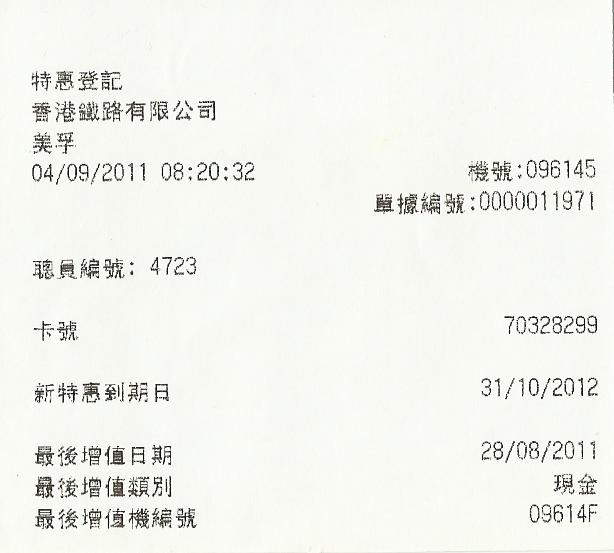
在個人八達通卡啟動／延續殘疾人士身分的收據

如持有個人八達通卡（卡背印有相片者），但卡上並未記錄「殘疾人士身分」，填妥申請表後，交到各港鐵客務中心，遞交申請表時，將即時獲發收據，並於指定日期憑八達通卡到各港鐵客務中心啟動「殘疾人士身份」，行政費為HK$20（憑社會福利署寄出的有關已核實其資格的申請表，可豁免HK$20港鐵公司的行政費），並將即時獲發收據。
如個人八達通卡已記錄「殘疾人士身分」，填妥申請表後，然後遞交各港鐵客務中心，並於指定日期憑該八達通卡到各港鐵客務中心延續「殘疾人士身分」，行政費為HK$20（憑社會福利署寄出的有關已核實其資格的申請表，可豁免HK$20港鐵公司的行政費），並將即時獲發收據。如於「殘疾人士身分」到期日以前仍未辦妥上述手續，由到期日過後使用該八達通卡乘搭港鐵，將會被扣除成人車費。

## 臨時殘疾人士八達通卡
當遺失或遭盜竊其「殘疾人士身分」個人八達通卡，須先致電盡快致電八達通卡有限公司熱綫(852)2266 2266報失和申請補領新卡。在等候補領新卡期間，如欲繼續享用「港鐵殘疾人士車費推廣計劃」的特惠車費，需前往各港鐵客務中心（機場快綫除外），領取「殘疾人士身分」臨時證明，並購買「臨時殘疾人士八達通卡」。

## 使用單程票之安排
- 此優惠計劃使用者使用單程票乘搭港鐵或輕鐵，必須使用成人單程票，否則視作無票乘車；並須繳付HK$1000(港鐵)／HK$370(輕鐵)附加費。
- 而以「搭十送一」只可換取免費單程票(特惠)，在使用免費單程票(特惠)時，必須隨身攜帶「殘疾人士身分」個人八達通卡或港鐵公司發出的有關收據，若港鐵職員要求查票時，必須出示其八達通卡或有關收據，否則視作無票乘車，並須繳付HK$1000附加費。

## 查票
若遇上港鐵職員查票時，必須出示以下證明，否則視作無票乘車，並須繳付HK$1000(港鐵)／HK$370(輕鐵)附加費，詳情如下：

### 「殘疾人士身分」個人八達通卡
- - 該八達通卡的卡背
  - 有效的香港身分證

### 臨時殘疾人士八達通卡
- - 該八達通卡
  - 港鐵公司發出的有關收據
  - 有效的香港身分證

### 免費單程票(特惠)
- - 已有入閘記錄的免費單程票
  - 該八達通卡的卡背或港鐵公司發出的有關收據
  - 有效的香港身分證

### 非港鐵車程
- 新世界第一巴士/城巴：政府資助之$2公共交通票價優惠計劃，只適用於年滿65歲長者及合資格殘疾人士，本公司穿著制服之員工或會要求乘客出示身份證明文件及八達通卡以作核實，惟此優惠不適用於途經西區海底隧道及東區海底隧道之路線巴士、旅遊路線629/260/341及口岸路線B3 B3A B3M B3X
- 九龍巴士：65歲或以上長者及合資格殘疾人士必須以八達通繳付車資，方可享用兩元票價優惠。

本公司穿著制服之值勤員工或會要求乘客出示身份證明文件或八達通卡以作核實惟此優惠不適用於途經西區海底隧道及東區海底隧道之路線巴士以及口岸路線B1